# Branišovice (Chyšky)
Branišovice (německy Branischowitz) jsou malá vesnice, část obce Chyšky v okrese Písek v Jihočeském kraji. Nachází se asi čtyři kilometry západně od Chyšek. Branišovice leží v katastrálním území Branišovice u Ratiboře o rozloze 6,86 km². V katastrálním území Branišovice u Ratiboře leží i Hněvanice a Záluží.

## Historie
První písemná zmínka o vesnici pochází z roku 1222.
Dřívější a často používaný název této vesnice byl Branšovice. Vesnice patřila k majetku milevského kláštera. Po roce 1420, kdy byl klášter vypálen, se ves podobně jako nedaleké Hněvanice a Záluží připojila pod panství pánů z Rožmberka. A později ves patřila pod panství švamberské. Roku 1576 byla ves prodaná Kryštofem ze Švamberka nadějkovskému pánu Bedřichu Doudlebskému z Doudleb. V roce 1637 byly Branišovice, stejně jako Hněvanice a Záluží, prodány Mikulášem Bechyně z Lažan opět rodu Doudlebských. Ves koupil Adam Bedřich Doudlebský z Doudleb. Pak roku 1665 po jeho smrti připadly vesnice jeho staršímu synu Janovi Doudlebskému. V držení jejich rodu byla ves dalších pět let. Poté kvůli špatnému hospodaření a kvůli dluhům se rodový majetek zmenšil. Další majitelé se pak často střídali.
V roce 1930 zde bylo evidováno 18 popisných čísel a žilo zde 95 obyvatel.
Farou náležely Branišovice do Obděnic, škola bývala v Ratiboři, četnictvo v Chyškách a lékař byl v Milevsku.

## Obyvatelstvo
| Rok            | 1869 | 1880 | 1890 | 1900 | 1910 | 1921 | 1930 | 1950 | 1961 | 1970 | 1980 | 1991 | 2001 | 2011 | 2021 |
| -------------- | ---- | ---- | ---- | ---- | ---- | ---- | ---- | ---- | ---- | ---- | ---- | ---- | ---- | ---- | ---- |
| Počet obyvatel | 143  | 136  | 117  | 117  | 114  | 111  | 95   | 76   | 69   | 49   | 33   | 24   | 20   | 20   | 22   |
| Počet domů     | 16   | 17   | 17   | 17   | 17   | 17   | 18   | 17   | 17   | 15   | 14   | 11   | 18   | 18   | 21   |

## Obecní správa
Při sčítání lidu v letech 1850–1960 Branišovice byly samostatnou obcí v okrese Milevsko. V letech 1961–1980 byly částí obce Ratiboř v okrese Písek. Od 1. ledna 1981 jsou částí obce Chyšky v okrese Písek. V letech 1850–1960 k obci patřily Hněvanice a Záluží.

## Pamětihodnosti
- Kaple ve vsi je zasvěcená Panně Marii a je z první poloviny 19. století.[12]
- Před kaplí se nalézá kamenný kříž reliéfně zdobený motivem kalicha. Vročení kříže 1894.[13]
- U silnice vedoucí z Ratiboře se vpravo nalézá kamenný kříž s kovovým korpusem Kristova těla.[13] Vročení kříže 1863.[13]
- Usedlosti čp. 3, čp. 4, které se nachází ve vsi, jsou vedené v Seznamu kulturních památek v okrese Písek. V tomto seznamu je také vedená srubová komora u usedlosti čp. 14.

## Galerie

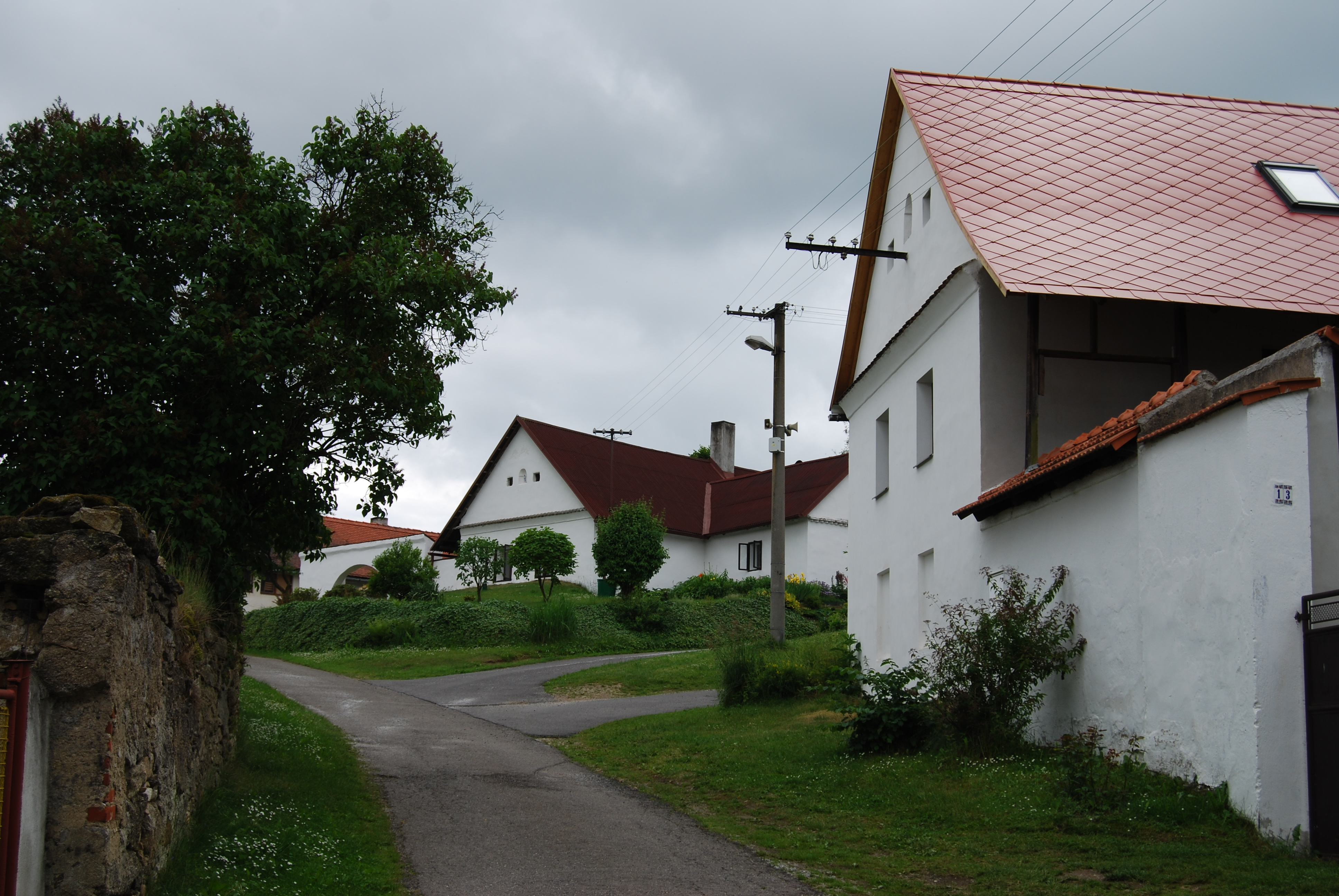
Pohled na část vesnice
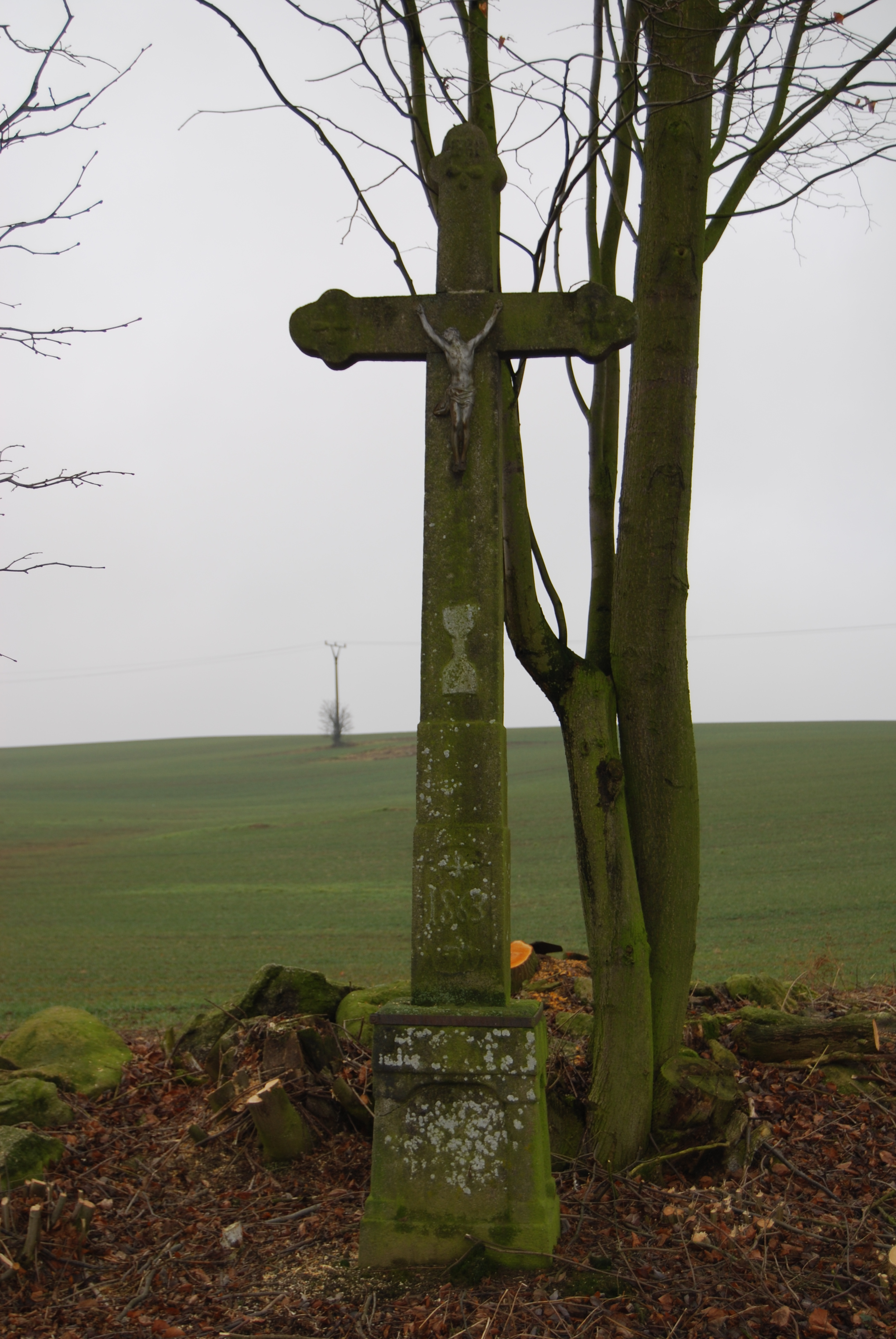
Kříž u silnice
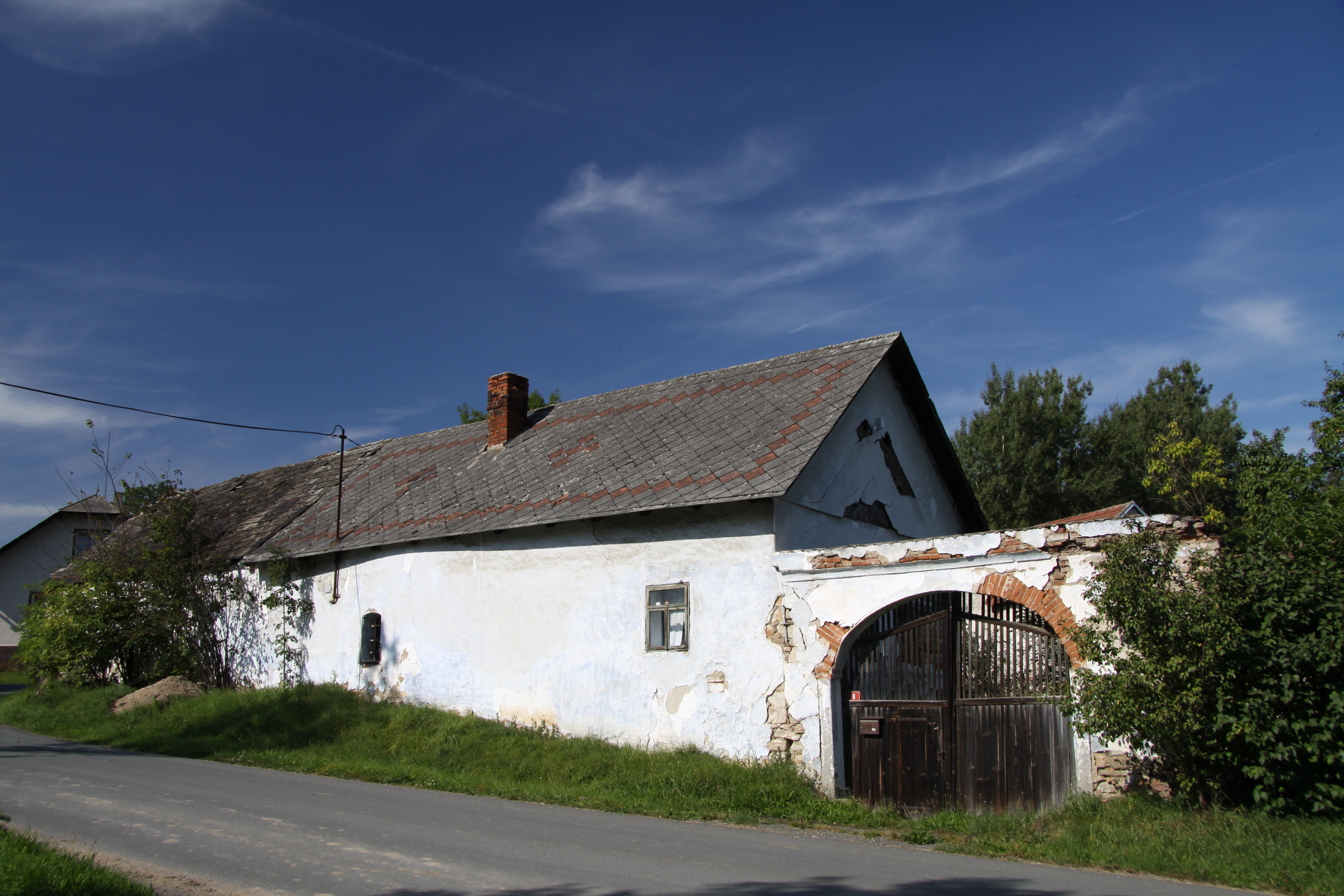
Usedlost ve vsi
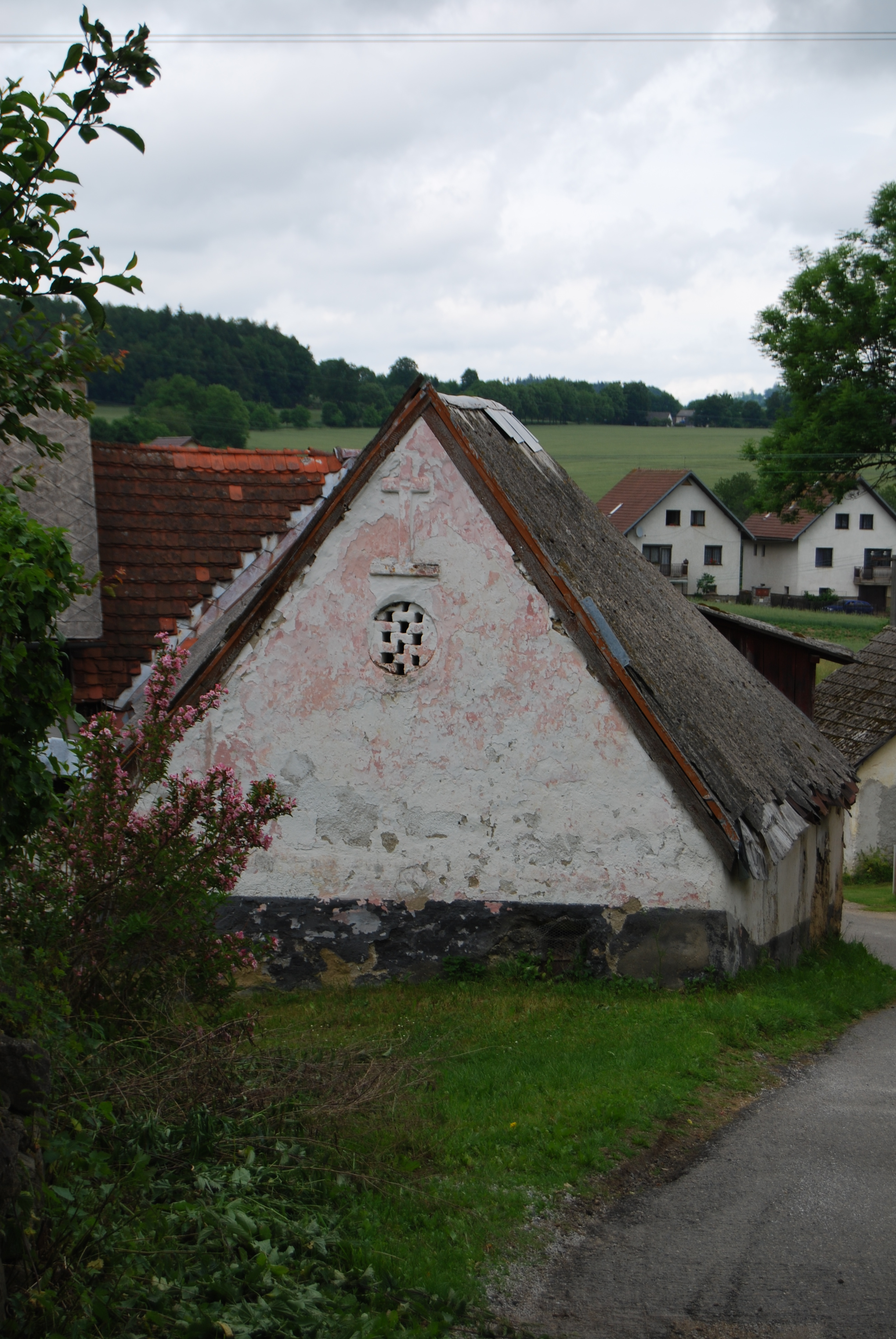
Detail štítu